# Felcsuti Péter
Felcsuti Péter (Budapest, 1949. december 1. –) magyar közgazdász, bankár, a Raiffeisen Bank (korábban Unicbank) volt vezérigazgatója, a Magyar Bankszövetség elnöke. Őt tartják a magyarországi „devizahitelezés atyjának”, bevezetőjének.[forrás?]

## Életpályája
1968-ban az ELTE Radnóti Gimnáziumban érettségizett. 1973-ban Moszkvában, Nemzetközi Kapcsolatok Intézetében (MGIMO) végzett, 1980-ra pedig elvégezte a Marx Károly Közgazdaságtudományi Egyetemet is, ahol 1981-ben a pénzügyi tanszéken doktorált.
Egyetemi tanulmányai közben 1973-tól a Magyar Nemzeti Banknál dolgozott, először a devizagazdálkodási főosztályon a KGST volt a szakterülete, majd ugyanitt a „tőkés” terület, ezen belül Dél-Amerika, a Közel-Kelet és a Távol-Kelet). 1984-től az MNB külföldi hitelfelvételi tevékenységével foglalkozott. 1987-ben az MNB devizagazdálkodási főosztály helyettes vezetője lett.
1989 márciusától októberéig a Citibank budapesti leányvállalatának (amelynek már létrehozásában is szerepet vállalt) ügyvezető igazgatója volt. Ezután lett az ugyancsak frissen alakult Unicbank vezérigazgatója és ezt a posztot 2010 végéig töltötte be, akkor szerződése lejártával nyugdíjba vonult (a bank közben nevet változtatott, 1997-től Raiffeisen Unicbank, majd Raiffeisen Bank lett). http://www.origo.hu/allas/20100909-heinz-wiedner-lesz-a-raiffeisen-bank-zrt-uj-vezerigazgatoja.html Sikeres bankot épített: az egyetlen a magyar felső szintű bankárok közül, aki kezdettől fogva ugyanazt a bankot vezette.
Mielőtt Erdei Tamás helyett 2008. április 25-én a Magyar Bankszövetség elnökévé választották (1993-tól volt elnökségi tag, majd többször volt a alelnöke (1995–2001 között.) 2009. szeptember 14-én lemondott a Magyar Bankszövetség vezetéséről. A lemondást a többi bankvezetővel kialakult ellentéteivel indokolta.

## Publikációi
Nyugdíjba vonulása óta sokat publikál, számos közgazdasági szakkönyvet fordított (többek közt Michael Sandel: Mi az igazságos? ...és mi nem? című könyvét). 
- Szerintem. Társadalom, gazdaság, pénzügyek és vállalatvezetés a kétezres években Magyarországon. Írások és előadások; Corvina, Budapest, 2014

## Nézetei
[forrás?]
Felcsuti volt az egyetlen bankvezető, aki nyíltan előre figyelmeztette az 1998-ban hivatalba lépő Orbán-kormányt, hogy a pénzügyi körök szemében hitelességét teszteli, hogy véget vet-e a nehéz helyzetbe került Postabank botrányának.
Másokhoz hasonlóan bírálta a Draskovics Tibor pénzügyminiszter nevéhez kötődően 2005-ben bevezetett bankadót, később pedig a 2006-ban bevezetett kamatadót.
2006 nyarán bírálta a Gyurcsány Ferenc kormánya által bejelentett költségvetési kiigazító csomag szerkezetét: „Ahhoz a nagy többséghez tartozom, akik úgy gondolják, hogy csalódás ez a csomag. Mind tartalmilag, mind kommunikációjában hibásnak tűnik és ezért is volt rossz a fogadtatása a piaci szereplők között. Rövid távon a költségvetési pozíció remélhetőleg javul, de azt gondolom, hogy az intézkedések rontják a gazdaság hosszú távú versenyképességét és azokat a goodwill természetű elemeket, mint hogy a gazdaság szereplői mennyire tartják kiszámíthatónak az államot, mennyire bíznak benne” – mondta.
Gazdaságpolitikai témák mellett a romák felzárkóztatásáról jelent meg nagy vitát kiváltó cikke projekttársaival együtt az Élet és Irodalomban.

## Díjai, elismerései
- Heller Farkas-díj (1999)
- A Magyar Köztársasági Érdemrend tisztikeresztje (2006)

## Nyelvismerete
Felsőfokú szinten beszél angolul, oroszul és spanyolul.